# Kepler-1625
Kepler-1625 es una estrella de magnitud 14 ubicada en la constelación de Cygnus aproximadamente a 4000 años luz de distancia. En 2016, se descubrió que la estrella es orbitada por un exoplaneta, Kepler-1625b. En 2017, se informó que este exoplaneta podría tener una exoluna en órbita.

## Kepler-1625b
Kepler-1625b se descubrió con el método de tránsito. Tiene un radio de aproximadamente 0,5 veces el radio de Júpiter y orbita la estrella una vez por 287,3 días. Si está orbitada por una luna, entonces es probable que su masa sea alrededor de 10 veces la masa de Júpiter.

## Potencial luna extrasolar
Las curvas de luz de los tres tránsitos planetarios observados sugieren la existencia de una luna del tamaño de Neptuno orbitando Kepler-1625b, con una separación de alrededor de 20 veces el radio planetario. Se necesitan más observaciones para confirmar o descartar la existencia de la luna. Durante el próximo tránsito planetario en octubre de 2017 el telescopio Hubble observará la estrella. La luna se llama Kepler-1625b i.